# Pardosa poecila
Pardosa poecila là một loài nhện trong họ Lycosidae.
Loài này thuộc chi Pardosa. Pardosa poecila được Ottó Herman miêu tả năm 1879.